# Skafunderz
A Skafunderz debreceni ska-punk együttes. 2001-ben alapította három debreceni gördeszkás. Szinte az összes fontosabb magyar könnyűzenei fesztiválon folyamatosan fellépnek. Játszottak már Németországban és Romániában is.

## Történet

### Kezdetek
A Skafunderzt 2001-ben alapította három debreceni gördeszkás (Jónás Péter dobos, Rácz Tamás énekes, gitáros és Kiszely Sándor basszusgitáros). A formáció kezdetben főleg punkot játszott a maga, illetve a debreceni extrém sportokat űző fiatalok örömére. A 2002-es év elején fordulatot vett a zenekar élete. Csatlakozott a zenekarhoz az első fúvós, Subicz Gábor trombitás. Az új hangszer más utakra vitte a zenekart. A punk elemek mellett beléptek a táncolós ska-s, reggae-s elemek, amivel a zenekar Debrecen első ska-punk zenekarává vált. A legelső koncertre 2003. február 14-én került sor, a szintén debreceni Necropsia zenekar előzenekaraként, a szarvasi Zebra klubban. A koncertre járó fiatalok jól fogadták az újdonságot.
A 2003-as év végére a Skafunderz elérte 4-5 otthoni fellépés után, hogy a debreceni klubokban telt házas bulikat tudjon csinálni. Ezt az eredményt az is sokban befolyásolta, hogy az együttes ugyan ezen év nyarán fellépett a Kotta, Vekeri-tó és a Hegyalja fesztiválokon. Ez év végén újabb fúvós érkezett, egy harsonás (Varga Nóra). A lágyabb dallamvilágú, de még mindig gyors alapokkal rendelkező zene, a női hallgatóságot is be tudja csábítani a rock koncertek első soraiba. 2004 áprilisában ismét előrelépés következett. A formáció megkapta első lehetőségét egy nagyszínpados fellépésre a debreceni Lovardában, az Auróra előzenekaraként. A koncert olyan jól sikerült, hogy a Skafunderz a Lovarda állandó fellépője lett. A 2004-es év meghozta az első távolibb felkéréseket is. A zenekar állandó vendége lett a Nyíregyházi Főiskola hallgatói klubjának, illetve meghívásokat kapott Hajdúszoboszlóra, Hajdúböszörménybe és Budapestre, a Vörös Lyuk nevű helyre.
A nyár 2004-ben is a fesztiválokkal telt. A már fent említett fesztiválok mellett a zenekarnak sokat jelentett, hogy eljuthatott a Nagyskaland nevű rendezvényre. Ez a hazai ska élet elismerését jelentette.

### Az első album: Skafunderz - Skafunderz (2004)
2004-év végére elkészült a zenekar első saját kiadású lemeze is. A lemez bemutatására, december 25-én került sor, a debreceni Újvigadó klubban. 2005. elejére, miután az anyagi hátteret biztosítottnak látták, elkészíttették a zenekar honlapját, aminek arculatát Jónás Péter a csapat dobosa tervezte. Ez az év más változásokat is hozott. Subicz Gábor trombitás Budapestre költözése miatt kivált a zenekarból. Helyére érkezett Varga Gergely. Ezután hamar megérkezett a formációt remekül kiegészítő szaxofonos is, Csapó Adelinda. A lemez és az internet látványos eredményt hozott. A zenekar rengeteg felkérést kapott. Ebben az évben voltak koncertek Zalaegerszegen, Százhalombattán, Gyöngyösön, Nyíregyházán, Miskolcon, Budapesten, Velencén, Dunaújvárosban, Biatorbágyon, Egerben és Ózdon. 2005-nyarán szintén járt a zenekar a KOTTA, Vekeri-tó, Nagyskaland és Hegyalja fesztiválokon, ezen felül lehetőségük adódott fellépni az EFOTT, a Rude to hell, az AzFeszt és a Szentendrei nyárindító fesztiválokon is. A fesztiválidőszak végére bebizonyosodott, hogy a majd négyéves munka nem volt hiábavaló. A Skafunderz lehetőséget kapott egy fellépésre a Tankcsapda előzeteseként a szolnoki családi fesztiválon. Bejutott a Sziget fesztivál Talentum színpadára és majd ezer zenekar közül a közönségszavazás győztese lett, emellett a szakmai zsűri napi díját is begyűjtötték. Az országos elismerés mellett Debrecen város is méltányolta a zenekart. Augusztus 16-án a csapat Debrecen főterén játszhatott több ezer ember előtt.

### A második lemez: Skafunderz - A Rém (2005)
A zenekar második lemezének, A Rém-nek stúdiómunkáit a debreceni P-Box Stúdióban készítették el szintén 2005-ben. Erre az NKA Populáris Zenekultúra Ideiglenes Szakmai Kollégium pályázatán támogatást nyert a Skafunderz zenekar. A múlt évhez hasonlóan ismét december 25-én került sor a lemezbemutatóra, a debreceni Klinika Egyetemi Klubban.
2006 januárjában a Skafunderz Németországban is fellépett osztatlan sikert aratva. Ekkorra a Skafunderz már a magyarországi klubok és fesztiválok állandó szereplője lett. Ebben az évben indult el a zenekar saját rádióműsora, a RudyRadio azzal a céllal, hogy megismertesse Debrecennel a jamaicai zenéket. Ugyanekkor kezdett működni a RudyRadio SoundSystem a dobos, Jones, és a zenekar menedzsere, Pappa közreműködésével, állandó partikkal klubokban, és fesztiválokon egyaránt.
2006 Folyamatos koncertezések és próbák között eltöltött nyara után, a zenekarhoz visszatért egy időre a régi trombitásuk és újult erővel vágtak neki őszi turnéjuknak. Ám hamar kiderült, hogy Gábor bokros teendői miatt, nem tudnak túl sok felkérésnek eleget tenni, ezért muszáj váltani. Így jött a képbe 2007 év elején Koi Gergő. Vele már jutott idő minden koncertre és egy új album felvételére is.

### A harmadik lemez: Skafunderz - Viva la Senorita (2007)
Év végére el is készült a zenekar harmadik nagylemeze, a Viva la Senorita! Ezen az albumon a ska beatek mellett a hagyományos magyar népzene is teret kapott a Citrusfa című dalban. A következő év februárjában ünnepelte a Skafunderz aktív zenei életük 5. évfordulóját, egy hatalmas születésnapi buli keretében, a debreceni Lovardában. A koncerten majd kétezer ember tombolt önfeledten. Még ebben az évben két hasonlóan nagyszabású Skafunderz koncert került megrendezésre a Lovardában, Halloween-kor és Karácsonykor.
2008. a fesztiválok tekintetében is előrelépés volt. Már több nagyszínpados fellépés mellett, a Skafunderz a Tankcsapda előtt játszhatott, a debreceni Campus Fesztivál nagyszínpadján több ezer ember előtt. Emellett a fesztivál reklámdalának megírására is felkérést kaptak (Élni tudni kell!).

### Első videóklip: Skafunderz - Move It (2009)
2009. tavaszára készült el a Skafunderz első hivatalos videóklipje Czentye Balázs producer és Tokay Péter rendező közreműködésével. A Move It! hanganyaga Magyarország egyik legjobb stúdiójában, a Phoenix-ben készült.
Ez év nyarán a szokásos nagy fesztiválok mellett a zenekar először nyit Románia-Erdély felé, ahol Temesvár főterén játszhat a ManyFest Visual Art Festival nyitóünnepségén. Emellett 2009 nyarán a Skafunderz meghívást kapott a Tankcsapdától, hogy legyen az előzenekara a 20 éves jubileumi fellépésükön, a Sziget Fesztivál nagyszínpadján.

## Tagok

### Jelenlegi formáció
Rácz Tamás - ének-gitár
Jónás Péter - dob
Kiszely Sándor - basszusgitár
Koi Gergő - trombita
Ádám Kristóf - harsona
Csatlós Pál - gitár

### Korábbi tagok
Subicz Gábor - trombita
Varga Gergely - trombita
Csapó Adelinda - szaxofon
Varga Nóra - harsona

### Akik a háttérben dolgoznak
Tokay "Pappa" Levente - menedzser
Czentye Balázs - producer

## Diszkográfia
- Skafunderz (2004)
- A Rém (2005)
- Viva La Senorita (2007)
- Négy (2012)[1]

## Videó
- Move It (2009)